# (473041) 2015 HA79
(473041) 2015 HA79 es un asteroide perteneciente al cinturón de asteroides, descubierto el 4 de septiembre de 2000 por el equipo del Spacewatch desde el Observatorio Nacional de Kitt Peak, Arizona, Estados Unidos.

## Designación y nombre
Designado provisionalmente como 2015 HA79.

## Características orbitales
2015 HA79 está situado a una distancia media del Sol de 3,108 ua, pudiendo alejarse hasta 3,671 ua y acercarse hasta 2,545 ua. Su excentricidad es 0,181 y la inclinación orbital 3,312 grados. Emplea 2001 días en completar una órbita alrededor del Sol.

## Características físicas
La magnitud absoluta de 2015 HA79 es 16,8.